# コンラート2世 (ケルンテン公)
ケルンテン公コンラート2世（Konrad II., Herzog von Kärnten, 990年頃 - 1039年7月20日）は、ザーリアー家のケルンテン公およびヴェローナ辺境伯（在位：1035年 - 1039年）。年上の従兄弟コンラート2世との区別のため、若公（der Jüngere）といわれる。

## 生涯
コンラートは恐らく990年7月12日に生まれ、曾祖父の名から名付けられた。この時にはまだこの一族は自らをザーリアー家と名乗ってはいなかった。コンラートの父はケルンテン公コンラート1世、母はコンラディン家のシュヴァーベン公ヘルマン2世の娘マティルデである。1011年に父コンラート1世が死去した時、コンラート2世は若年であり、ドイツ王ハインリヒ2世はアダルベロ・フォン・エッペンシュタインにケルンテン公位を与えた。かわりに、コンラートはザーリアー家の領地であったナーエガウ、シュパイアーガウおよびヴォルムスガウの伯領を継承した。シュヴァーベン公ヘルマン2世の遺領をめぐる争いでは、コンラートは従兄コンラート2世を支持してケルンテン公アダルベロと対立し、1019年にコンラートらはウルム近郊の戦いにおいてアダルベロに勝利した。
1024年に皇帝ハインリヒ2世が死去した時、コンラート若公は1002年の時の父コンラート1世や祖父オットー1世と同様に、ドイツ王の候補の一人となった。それにもかかわらず、宮廷付き神父であったヴィポ・フォン・ブルグントを通して、従兄コンラートのためにその権利を放棄し、最終的に従兄コンラートがドイツ王に選出された。その代償として、コンラートはケルンテン公位の継承を約束されたとみられる。にもかかわらず、1027年にドイツ王コンラートが戴冠式のためローマに向かう間に、2人のコンラートの間で対立が表面化し、最終的に、9月にコンラート若公がドイツ王コンラートに服従した。
1035年5月、ケルンテン公アダルベロが反乱を起こし、ケルンテン公位を剥奪された。コンラート若公が代わりにケルンテン公位を受けたが、シュタイアーマルク辺境伯は与えられなかった。1036年から1037年にかけて、皇帝コンラート2世のイタリア遠征に従い、逮捕したミラノ大司教アリベルトの拘留に加わったが、アリベルトはすぐに逃亡した。コンラートはその後まもなく、1039年に死去した。コンラートはヴォルムス大聖堂の父母の隣に埋葬された。コンラートの死により、その継承者は従兄コンラート2世の息子ドイツ王ハインリヒ3世となった（従兄コンラート2世は1カ月半前に死去していた）。
コンラートが結婚したという記録はないが、クノという息子が1056年にブルッフザールをハインリヒ4世に売却したという記録が残る。しかしこの時点までブルッフザールは教会の所有であったため、クノはシュパイアー司教コンラートの「息子」であったとみられる。